# David Davies (1er baron Davies)
Pour les articles homonymes, voir David Davies (homonymie) et Davies.
David Davies est un homme politique libéral et philanthrope gallois né le 11 mai 1880 à Llandinam et mort le 16 juin 1944 dans ce même village.

## Biographie
Originaire du Montgomeryshire, David Davies est le fils d'Edward Davies, qui est lui-même le fils unique de l'industriel David Davies (1818-1890), surnommé « Llandinam ». Il a fait ses études à l'école Merchiston Castle, dans la banlieue d'Édimbourg, et au King's College de l'université de Cambridge, dont il sort diplômé en 1903. Comme ses deux sœurs, Gwendoline et Margaret, qui sont devenues de célèbres mécènes, Davies est un philanthrope dont l'argent finance des causes à l'échelon local et national. En 1910, il contribue à hauteur de 150 000 £ au King Edward VII Welsh National Memorial, qui vise à éradiquer la tuberculose au pays de Galles, une région où la maladie est particulièrement virulente. Il s'implique également beaucoup dans la vie intellectuelle galloise, contribuant à la fondation de la bibliothèque nationale du pays de Galles à Aberystwyth en 1911. En 1919, il finance la création d'une chaire de politique internationale à Aberystwyth en l'honneur de Woodrow Wilson, qui pourrait être la toute première au monde.
David Davies marche dans les pas de son grand-père dans la sphère publique comme dans sa vie privée. Membre du Parti libéral, il est élu député au Parlement britannique pour la circonscription électorale de Montgomeryshire lors des élections de 1906. Pendant la Première Guerre mondiale, il combat en France avant d'être nommé en juillet 1916 secrétaire parlementaire privé auprès de David Lloyd George, le secrétaire d'État à la Guerre. Il reste un conseiller proche de Lloyd George lorsque ce dernier devient Premier ministre, au mois de décembre, mais finit par être renvoyé en juin 1917 par un Lloyd George lassé de ses critiques permanentes.
Davies démissionne de son siège de député en 1929 afin d'entrer à la Chambre des lords, mais continue de soutenir le Parti libéral. Il est nommé à la tête de l'association libérale du Montgomeryshire (Montgomeryshire Liberal Association) et se distingue par ses désaccords avec Clement Davies, qui lui succède comme député. Il rejoint le Parti national-libéral en 1931 et reste fidèle au gouvernement d'union nationale même lorsque le Parti libéral rejoint les rangs de l'opposition, en 1933. Il est créé « baron Davies de Llandinam » le 21 juin 1932.
Davies est un partisan actif de la Société des Nations. Il est l'un des fondateurs de la League of Nations Union, un groupe de pression britannique, et rédige plusieurs livres sur le recours légitime à la force, notamment The Problem of the Twentieth Century (1930), traduit en allemand et dans d'autres langues, et Force (1934). Ses idées influencent la rédaction de la Charte des Nations Unies, notamment en ce qui concerne les sanctions et la transition des armées nationales vers une police internationale. En 1932, il fonde le New Commonwealth Society pour « la promotion du droit et de l'ordre à l'échelle internationale ». La politique d'apaisement favorisée par le gouvernement de Neville Chamberlain le laisse profondément désillusionné.
Le baron Davies meurt le 16 juin 1944 dans son village natal. Il laisse deux filles et trois fils dont l'aîné, également prénommé David, hérite du titre de baron Davies. Il est tué sur le front au mois de septembre. Son propre fils, alors âgé de trois ans, hérite de la baronnie.